# Familia Glogoveanu
Familia Glogoveanu a fost un neam boieresc din Țara Românească, legat de localitatea Glogova (actualmente în Gorj). Necula Glogoveanu a ajuns mare dregător între 1 februarie 1656 și 17 decembrie 1657. Fii săi (Semen și Ivan) nu au mai ajuns mari dregători. Din Giurcă (zis Corcoveanu, fiul lui Semen) se trage familia Strîmbeanu din Oltenia.